# Cyclidia fuscifusa
Cyclidia fuscifusa is een vlinder uit de familie van de eenstaartjes (Drepanidae). De wetenschappelijke naam van de soort is voor het eerst geldig gepubliceerd in 1934 door Adalbert Seitz.